# Franklin Delano Roosevelt
Franklin Delano Roosevelt (30. siječnja 1882. – 12. travnja 1945.), američki državnik i političar, za predsjednika Sjedinjenih Američkih Država biran četiri puta uzastopno.
Odrastao u uglednoj njujorškoj aristokratskoj familiji, Roosevelt se politikom počeo baviti od 1909. godine kao pristaša Demokratske stranke. Za vrijeme prvog svjetskog rata se istakao na položaju pomoćnika ministra za mornaricu. 
Godine 1921. je obolio od dječje paralize, bolesti zbog koje nije mogao hodati, ali čije postojanje je, slično kao i ljubavna veza sa sekretaricom Lucy Mercer, ostalo tajna do kraja njegovog života. Zahvaljujući tome je godine 1928. izabran za guvernera New Yorka.
Godine 1932. je izabran za predsjednika SAD u jeku velike ekonomske krize. Njegov prvi mandat bio je obilježen nastojanjem da oporavi nacionalnu ekonomiju, pri čemu je primijenio niz reformi inspiriranih idejama britanskog ekonomista Johna Maynarda Keynesa. Ta politika, poznata pod nazivom New Deal, je počela davati rezultate tek s izbijanjem drugog svjetskog rata. 
U međuvremenu je Roosevelt ponovno izabran za predsjednika 1936. godine. Za vrijeme drugog mandata su ekonomska pitanja s vremenom došla u sjenu svjetskih događaja koji će 1939. godine eskalirati u drugi svjetski rat. Koristeći tu krizu kao izgovor, Roosevelt je napravio presedan i kandidirao se po treći put, te pobijedio na izborima 1940. godine. Iako je inzistirao na tome da SAD podržavaju Veliku Britaniju (a poslije SSSR), te razvio lično prijateljstvo s Winstonom Churchillom, zbog tada dominirajućeg izolacionizma u američkoj javnosti se SAD nisu uključile u rat sve do japanskog napada na Pearl Harbor godinu dana kasnije.
Roosevelt se istakao kao dalekovidan, ali i pragmatičan ratni vođa. Ispravno je zaključio da se prvo mora poraziti Njemačka, a tek onda Japan, pri čemu je bez ikakvih ideoloških predrasuda Sovjetima slao obimnu vojnu pomoć. Sudjelovao je na dva summitta savezničkih vođa - u Teheranu 1943. godine i Jalti 1945. godine - prilikom kojih se odlučivalo u sudbini poslijeratne Europe. 
Za predsjednika je ponovno izabran 1944. godine i umro nekoliko mjeseci kasnije, nedugo prije pobjedonosnog završetka rata.
Zahvaljujući njegovoj politici odbacivanja tradicionalnog izolacionizma, SAD se nisu samo izvukle iz dotada nezapamćene ekonomske i političke krize, nego su se nametnule kao glavna vojna, ekonomska, politička i kulturna sila u svijetu - status u kome uživaju do današnjeg dana.

## Život i djelo
Franklin Delano Roosevelt rođen je 30. siječnja 1882. godine. Politkom se počeo baviti 1907. godine, a već 1910. godine izabran je za senatora savezne države New York na listi Demokratske stranke. Predsjednik Wilson imenovao ga je 1913. godine podsekretarom mornarice. Na toj dužnosti je ostao do 1920. godine kada je Demokratska stranka izgubila izbore. Godine 1921. postaje paraliziran. Iako su u početku mislilo da je uzrok tomu poliomijelitis, studija iz 2003. godine utvrdila je da bi uzrok mogao biti i Guillain-Barréov sindrom. No, unatoč ovome, nastavio je političku djelatnost te je 1928. godine izabran za guvernera savezne države New York. Na konvenciji Demokratske stranke 1931. godine izabran je za predsjedničkog kandidata. Na izborima 1932. godine Franklin Delano Roosevelt odnosi nadmoćnu pobjedu - samo šest država nije glasalo za njega. Na predsjedničkoj inaguraciji 1933. godine u ožujku obećao je New Deal (socijalne mjere u vrijeme duboke ekonomske krize koje su mu donijele veliku popularnost) i izrekao, kasnije čuvenu, rečenicu:
Dopustite da iznesem svoje čvrsto vjerovanje kako se trebamo bojati jedino straha samoga.
S New Dealom Roosevelt je pokrenuo kampanju radikalnih mjera za ozdravljenje nacionalnog gospodarstva. Kampanja je uključivala masovni program javnih radova (brane, šume, autoceste) koji su financirani iz saveznog proračuna. Ovi radovi omogućili su zapošljavanje nekoliko milijuna ljudi. Uz to reorganiziran je bankovni sustav, uvedeno je osiguranje za nezaposlene i starosna mirovina. Također je promijenio politiku Sjedinjenih Država prema državama Srednje i Južne Amerike u politiku dobrog susjedstva. Tri godine prije ponovnog izbora za predsjednika Sjedinjenih Država, točnije 1933. godine, sa Sovjetskim Savezom uspostavlja diplomatske odnose.
Godine 1940. treći se put kandidirao za predsjednika Sjedinjenih Država, što je to dotada bilo nezabilježeno u američkoj povijesti. U kolovozu 1941. godine Roosevelt i Churchill sastali su se u Placentia Bayu u New Foundlandu (Kanada) i sastavili Atlantsku povelju koja je sadržavala četiri tzv. Rooseveltova pravila koja je iste godine objavio u Povelji o četiri slobode: misli, vjere, od bijede i od straha. Atlantska povelja značila je začetak Ujedinjenih naroda. S Churchillom je potpisao i Zakon o zajmu i najmu kojim je omogućio američku pomoć u borbi protiv Sila Osovine.
U studenome 1944. godine po četvrti put pobjeđuje na predsjedničkim izborima. Već prilikom susreta na Jalti (u veljači 1945. godine) s Churchillom i Staljinom vidno je bolestan. Tada ga je pregledao Churchillov liječnik i dao mu manje od šest mjeseci života. Preminuo je 12. travnja 1945. godine od izljeva krvi u mozak u Warm Springsu u saveznoj državi Georgiji. Pokopan je u Washingtonu. Postumno po njemu je nazvan jedan nosač zrakoplova američke mornarice. Također postumno 1948. godine u Londonu mu je otkriven spomenik na jednom od londonskih trgova. Spomenik je na svečanom otvaranju otkrila Rooseveltova supruga Anna Eleanor Roosevelt.